# Echthromyrmex orientalis
Echthromyrmex orientalis är en insektsart som beskrevs av Robert McLachlan 1873.
Echthromyrmex orientalis ingår i släktet Echthromyrmex och familjen myrlejonsländor. Inga underarter finns listade i Catalogue of Life.